# Jan Breydel Stadion
A Jan Breydel Stadion (korábbi nevén: Olimpiastadion) egy labdarúgó-stadion Bruggeban, Belgiumban.
A stadion 1974-ben épült és 1975-ben nyitották meg. Jelenleg a város két legismertebb csapatának a Club Bruggenek és a Cercle Bruggenek az otthona. Maximális befogadóképessége az 1998-ban lezajlott bővítést követően 30 000 fő számára biztosított, amiből 29 472 az ülőhelyek száma.
A 2000-es labdarúgó-Európa-bajnokság egyik helyszíne volt.

## 2000-es labdarúgó Európa-bajnokság
A 2000-es labdarúgó-Európa-bajnokság csoportmérkőzései közül három mérkőzés helyszínéül szolgált. Az egyenes kieséses szakaszban az egyik negyeddöntőt rendezték itt.
| Dátum       | Időpont (CEST) | Pályaválasztó | Eredmény  | Vendég        | Forduló     | Nézők  |
| ----------- | -------------- | ------------- | --------- | ------------- | ----------- | ------ |
| 2000.06.11. | 18.00          | Franciaország | 3:0 (1:0) | Dánia         | D csoport   | 29 500 |
| 2000.06.16. | 18.00          | Csehország    | 1:2 (1:1) | Franciaország | D csoport   | 25 000 |
| 2000.06.21. | 18.00          | Jugoszlávia   | 3:4 (1:1) | Spanyolország | C csoport   | 22 000 |
| 2000.06.25. | 20.45          | Spanyolország | 1:2 (1:2) | Franciaország | Negyeddöntő | 30 000 |